# Daley Sinkgraven
Daley Sinkgraven (ur. 4 lipca 1995 w Assen) – holenderski piłkarz występujący na pozycji obrońcy lub pomocnika.

## Kariera

### SC Heerenveen
Sinkgraven rozpoczął karierę w  MVV Alcides w mieście Meppel. W 2008 dołączył do akademii SC Heerenveen. Sezon 2013/14 rozpoczął w pierwszej drużynie i zagrał w 17 spotkaniach, a 5 rozpoczynał w Pierwszej 11. Zadebiutował 18 stycznia 2014 przeciwko Rodzie JC Kerkrade zastępując Hakima Ziyecha, a jego drużyna zremisowała 2-2. 28 Marca 2014, przedłużył kontrakt do lata 2017.

### Ajax
30 stycznia 2015 odszedł do AFC Ajax za 7 milionów Euro i półroczne wypożyczenie Lerina Duarte do jego byłego klubu. Daley podpisał kontrakt na 5,5 roku. Jego debiut w Ajaxsie miał miejsce 5 lutego z AZ Alkmaar. Ajax przegrał 1-0.

## Życie prywatne
Jest synem holenderskiego trenera Harrego Sinkgravena.